# Lise Vidal
Pour les articles homonymes, voir Vidal.
Lise Vidal, née le 24 novembre 1977 à Marseille et morte le 3 juillet 2021 à Saint-Clément-des-Baleines,, est une véliplanchiste française.

## Biographie
Elle est troisième du championnat du monde de Mistral en 1999, championne d'Europe en 1999 et 2004 et troisième des championnats d'Europe en 2002 et 2003. Elle remporte aussi une médaille d'argent aux Jeux méditerranéens de 2001.
Elle termine neuvième de la course de planche à voile des Jeux olympiques d'été de 2000.
Elle décède le 3 juillet 2021 à l'âge de 43 ans.